# Vidal de Canyelles
Vidal de Canyelles (en aragonès: Vidal de Canellas) (Canyelles, 1190? - Osca, post 1252) va ser bisbe d'Osca i compilador dels Furs d'Aragó en l'obra jurídica coneguda com a Complitaio Maior, In excelsis Dei Thesauris o també Vidal Mayor en honor seu (1247), primera codificació general de les lleis del Regne d'Aragó i efectuada durant el regnat de Jaume I d'Aragó.

## Biografia
En els anys 1220 estudià Dret comú i Dret canònic a l'escola de la catedral de Barcelona i després a la Universitat de Bolonya, on probablement coincidí amb una altra de la grans figures relgioses del regnat de Jaume I d'Aragó, fra Ramon de Penyafort, que posteriorment fou canonitzat. El 1234 ocupà el càrrec de paborde de la Seu de Barcelona i el 1236 va ser nomenat bisbe d'Osca, labor que desenvoluparia fins a la seva mort, vers el 1252.
El 1238 mateix assistí a la conquesta de la ciutat de Balansiya on provà de conciliar els interessos de la noblesa amb els de la corona, fet pel qual obtingué el reconeixement del rei Jaume I i l'alqueria d'Alboraia. Així mateix, també estigué present als concilis de Tarragona i de Lyon del 1245.
Vidal de Canyelles firmà el seu testament el 12 d'octubre del 1252, fet que indicaria que la seva mort no fou molts temps després.

## Obra jurídica: laCompilatio Maioro "Vidal Mayor"
D'aquest anys data l'encarrec reial de reunir en un únic codi legal els furs de les ciutats aragoneses partint de la base del Fur extens de Jaca, que era el més ampli i desenvolupat de l'època i tenia el seu origen en el primer que fou atorgat a la ciutat, l'antic Fur de Jaca.
Vidal de Canyelles rebé l'encàrrec el 1247 després de les deliberacions consensuades a les Corts d'Osca per tal de redactar aquest Fur General del Regne d'Aragó. La seva primera versió fou en llatí i coneguda pel nom de Compilatio minor. Una reelaboració ampliada posterior en aragonès (l'única que s'ha conservat) i coneguda com a Compilatio Maior o In excelsis Dei Thesauris estava destinada a esdevenir la culminació de l'obra jurídica que fixaria definitivament i general uns furs unificats pel Regne d'Aragó. L'obra fou divulgada amb el nom de Vidal Mayor en honor de Vidal de Canyelles.
Malgrat que el Vidal Mayor fou rebutjat per l'Extremadura aragonesa, on es conservà el seu dret local fins al 1598, l'abast del Vidal Mayor supera al d'una simple col·lecció de furs, doncs compta amb precisions tècniques adreçades tant als foristes, que eran els professionals del Dret que s'encarregaven de redactar els Furs, com als lletrats experts en l'administració de justícia.